# Hendrik Jan Kerens
Henricus Joannes (Hendrik Jan) (von) Kerens (Maastricht, 22 mei 1725 - Wenen, 1792) was een jezuïet en was de twaalfde bisschop van Roermond (van 1770 tot 1775). Hij was ook de laatste bisschop van Wiener Neustadt in Oostenrijk (van 1773 tot 1785) en de eerste bisschop van Sankt Pölten (van 1785 tot aan zijn dood in 1792).

## Levensloop
Hendrik Jan Kerens was een telg uit het invloedrijke Maastrichtse geslacht Kerens. Hij was een zoon van de advocaat, schepen en burgemeester van Maastricht Philippus Kerens († 1761) en diens tweede echtgenote Anna Catharina Smits. Hij ontving zijn eerste opleiding aan het jezuïetencollege van Maastricht. Daarna vervolgde hij zijn studies bij de jezuïeten te Mechelen. In 1741 trad hij in bij deze orde. Van 1743 tot 1745 studeerde hij filosofie in Antwerpen.

## Loopbaan
Kerens begon zijn loopbaan als docent letterkunde aan het jezuïetencollege te Brussel (1745-1750). In 1749 was hij tevens professor in de retorica. Hierna ging hij theologie studeren te Olmütz (Moravië). Daar werd hij in 1751 tot priester gewijd. In 1754 werd hij aangesteld als leraar Frans, geschiedenis en moraaltheologie aan het collegium Theresianum, een jezuïetencollege in Wenen. In 1760 werd hij daar rector, een taak die hij vervulde tot zijn benoeming tot bisschop van Roermond in 1770. Op 29 september 1773 vertrok hij naar Wenen. Later dat jaar, in november, benoemde keizerin Maria Theresia hem tot bisschop van Wiener Neustadt en vicaris apostolicus. Hij werd tevens biechtvader van de keizerin, die hem in de adelstand verhief. In 1785 werd het bisdom Wiener Neustadt opgeheven en het bisdom Sankt Pölten opgericht. Kerens werd de eerste bisschop van dit bisdom. Bisschop Kerens werd in 1792 ziek op een reis naar Wenen en overleed aldaar. Hij werd begraven in de Dom van Sankt Pölten.